# Radio 24
Radio 24 je bivša radijska postaja iz Splita. 

## Povijest
Osnovana je 1992. pod imenom Radio 24 - gradska mreža Solina, Trogira i Splita. Postaje su se poslije razdvojile na Radio Gradsku mrežu i Radio 24. Programski sadržaj bio je upravljen ka slušateljskoj populaciji od srednjoškolske mladeži do populacije u zreloj srednjoj dobi, te je kod njih naišla na široki odaziv. Prevladavao je glazbeni sadržaj. Imali su noćne kontakt emisije, od kojih je poznata cjelonoćna emisija Ponoćno sunce ponedjeljkom. Bila je jedna od slušanih postaja. Mnoge su ondašnje hrvatske glazbene zvijezde i imena u usponu snimili jinglove za Radio 24.